# Distretto di Nuwakot
Il distretto di Nuwakot è un distretto del Nepal di 288.478 abitanti, che ha come capoluogo Bidur. Il distretto fa parte della provincia di Bagmati. 
Fino al 2015 faceva parte della zona di Bagmati nella Regione Centrale.
Geograficamente il distretto appartiene alla zona collinare della Mahabharat Lekh. La zona nord-orientale del distretto fa parte del Parco nazionale del Langtang.
Il principale gruppo etnico presente nel distretto sono i Tamang.